# Pep Plaza
Pep Plaza i Missé (Mataró, 1972) és un actor i imitador català. Ha format part de l'equip de Polònia des de 2008, amb imitacions destacades de Quim Monzó, Jordi Basté i Pedro Sánchez. També va formar part de Crackòvia, fins al seu descans el 2017, amb una imitació de Pep Guardiola molt reconeguda.
Durant la seva joventut, Pep Plaza es va presentar a l'escenari en teatre amateur i en programes de ràdio local. La seva mare Maria Rosa Missé va somiar en ser còmica. Plaza va treballar en festes d'empresa i animacions infantils, fins que el 2001 va iniciar la seva carrera a la televisió, després de ser convençut pel periodista Espartac Peran. Va debutar a Set de nit, presentat per Toni Soler i on va imitar Jordi González, Lluís Canut i Joan Gaspart.
Just després va iniciar la seva col·laboració a Versió original a Catalunya Ràdio, i durant quatre temporades va formar part de l'equip a Versió RAC1 a RAC1. Va també fer temporades a Homo zapping a Antena 3 (2003-2007) i a El club a TV3 (2004-2009).
El 2008 va esdevenir imitador recurrent a Polònia i a Crackòvia. Inicialment va ser més reconegut per la seva imitació del tècnic de FC Barcelona Pep Guardiola, però va presentar una multitud de papers a aquestes emissions. La col·laboració a Crackòvia va continuar fins al 2017, quan el programa es va descansar.
A Polònia ha presentat cares com Quim Monzó, Jordi Basté, Tomeu Penya, Pedro Sánchez i Bertín Osborne. El 2016 va s'encarregar la imitació del rei Felip VI, fins llavors impersonat per Queco Novell.
La seva esposa és Txell Sust.